# A.C. Milan w sezonie 1921/1922

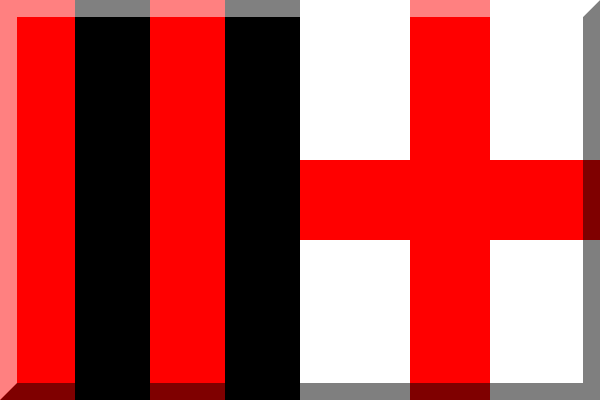
Klubowe barwy Milanu

Osiągnięcia piłkarskiego zespołu A.C. Milan w sezonie 1921/1922.

## Osiągnięcia
- Mistrzostwa Włoch: 9. miejsce w grupie eliminacyjnej (mistrzostwa CCI)[1]

## Podstawowe dane
- Oficjalna nazwa klubu: Milan Football Club
- Siedziba klubu: Birreria Colombo, Via U. Foscolo 2
- Boisko: Viale Lombardia
- Prezes klubu:  Piero Pirelli I
- Trener zespołu: brak
- Kapitan drużyny:  Cesare Lovati